# X-Men Origins: Wolverine
X-Men Origins: Wolverine és una pel·lícula dels Estats Units de l'any 2009 amb un pressupost de 150 milions de dòlars
basada en una sèrie de films d'un superheroi dels Marvel Comics. El director d'aquesta pel·lícula és Gavin Hood i és protagonitzada per Hugh Jackman amb Liev Schreiber, Danny Huston, Will.i.am, Lynn Collins, Taylor Kitsch, Daniel Henney, i Ryan Reynolds. La pel·lícula se centra en les relacions entre el mutant Wolverine i el seu germanastre Victor Creed.
Es va rodar principalment a Austràlia i Nova Zelanda, amb algunes escenes fetes al Canadà.

## Argument
Al territori del Nord-oest del Canadà el jove personatge de James Howlett veu com el seu pare és assassinat pel terratinent Thomas Logan. El trauma que pateix activa una mutació en el seu cos i mata l'assassí del seu pare, aquest en el seu últim alè revela que ell, i no pas John Howlett, és el seu autèntic pare...

## Repartiment
- Hugh Jackman: James "Jimmy" ó "Logan" Howlett / Wolverine
  - Troye Sivan: el petit Logan
- Liev Schreiber: Victor Creed / Sabretooth.[3]
  - Michael-James Olsen: el petit Victor
- Danny Huston: William Stryker
- Lynn Collins: Kayla Silverfox / Silver Fox
- Taylor Kitsch: Remy LeBeau / Gambit:
- Will.i.am: John Wraith / Spectre
- Kevin Durand: Frederick J. Dukes / Blob
- Dominic Monaghan: Chris_Bradley|Chris Bradley / Bolt
- Daniel Henney: David North / Agent Zero
- Ryan Reynolds: Wade Wilson / Deadpool
- Scott Adkins: Weapon XI
- Tim Pocock: Scott Summers / Cyclops
- Tahyna Tozzi: Germana de Kayla / Emma[4]
- Patrick Stewart: Charles Xavier / Professor X (cameo)
- Troye Sivan: el nen Wolverine.